# Île sans nom
Île sans nom (französisch für „namenlose Insel“) oder Île mystérieuse („Die geheimnisvolle Insel“, nach einem Roman von Jules Verne), bezeichnet eine Insel, die nach dem Orkan Klaus von Januar 2009 aus einer Sandbank ab März desselben Jahres vor dem Gironde-Ästuar im Atlantik beim Leuchtturm von Cordouan entstand.
Die zur Domaine public maritime und prinzipiell verwaltungstechnisch zur Gemeinde Le Verdon-sur-Mer im Médoc gehörende Insel wurde erstmals im März 2009 gesichtet. Orkan Xynthia Ende Februar 2010 zeigte keine dauernden Auswirkungen. Die Insel ist im Wachsen begriffen und erreichte bis Sommer 2010 eine Größe von 4 Hektar und eine maximale Höhe von 4 bis 5 Meter. Ein spärlicher Bewuchs und eine begrenzte Fauna haben sich eingestellt.
2015 landete eine Gruppe von ungefähr 50 Personen auf der Insel und beanspruchte sie mit dem Namen „Tahiti“ für das Département Charente-Maritime. Da seit der Entstehung der Insel noch zahlreiche weitere Menschen die Insel betraten und das dortige Ökosystem störten, befinden sich seit 2017 Schilder auf der Insel mit der Bitte, sie nicht zu betreten. Auch vor dem Navigieren entlang der Sandbank wird aus Sicherheitsgründen gewarnt.